# Air Capital Classic
De Air Capital Classic is een golftoernooi in de Verenigde Staten en maakt deel uit van de Web.com Tour. Het toernooi werd opgericht in 1990 en wordt sinds 2001 gespeeld op de Crestview Country Club in Wichita, Kansas.

## Golfbanen
Dit toernooi werd sinds de oprichting op meerdere golfbanen gespeeld in hun geschiedenis:
| Jaar      | Baan                       | Locatie         |
| --------- | -------------------------- | --------------- |
| 1990-1996 | Reflection Ridge Golf Club | Wichita, Kansas |
| 1997-2000 | Willowbend Golf Club       | Wichita, Kansas |
| 2001-     | Crestview Country Club     | Wichita, Kansas |

## Winnaars
| Jaar                                  | Winnaar                    | Score                      | Score                      | Info                                                              |
| Ben Hogan Reflection Ridge            | Ben Hogan Reflection Ridge | Ben Hogan Reflection Ridge | Ben Hogan Reflection Ridge | Ben Hogan Reflection Ridge                                        |
| ------------------------------------- | -------------------------- | -------------------------- | -------------------------- | ----------------------------------------------------------------- |
| 1990                                  | Tom Lehman                 | 202                        | –14                        | Drie speelronden                                                  |
| Ben Hogan Wichita Charity Classic     |                            |                            |                            |                                                                   |
| 1991                                  | Eric Hoos                  | 199                        | –17                        | Drie speelronden                                                  |
| 1992                                  | Jeff Woodland              | 204                        | –12                        | Drie speelronden                                                  |
| NIKE Wichita Open                     |                            |                            |                            |                                                                   |
| 1993                                  | David Duval                | 271                        | –17                        |                                                                   |
| 1994                                  | Dennis Postlewait          | 271                        | –17                        |                                                                   |
| 1995                                  | David Toms po              | 269                        | –19                        | Won de play-off van E.J. Pfister                                  |
| 1996                                  | Rick Cramer                | 269                        | –19                        |                                                                   |
| 1997                                  | Ben Bates po               | 269                        | –19                        | Won de play-off van J.P. Hayes, Jimmy Johnston en Craig Kanada    |
| 1998                                  | Emlyn Aubrey               | 265                        | –23                        | Nieuw baanrecord 61 (-11) door Aubrey                             |
| 1999                                  | Brad Elder                 | 268                        | –20                        |                                                                   |
| BUY.COM Wichita Open                  |                            |                            |                            |                                                                   |
| 2000                                  | Ben Crane                  | 263                        | –25                        | [ 2 ]                                                             |
| 2001                                  | Jason Dufner               | 266                        | –22                        |                                                                   |
| Preferred Health Systems Wichita Open |                            |                            |                            |                                                                   |
| 2002                                  | Tyler Williamson           | 272                        | –8                         | [ 3 ]                                                             |
| 2003                                  | Jeff Klauk                 | 265                        | –19                        |                                                                   |
| 2004                                  | Bradley Hughes po          | 270                        | –14                        | Won de play-off van Erik Compton, Hunter Haas en Scott Harrington |
| 2005                                  | Joe Daley po               | 268                        | –16                        | Won de play-off van Shane Bertsch                                 |
| 2006                                  | Kevin Johnson              | 266                        | –18                        |                                                                   |
| 2007                                  | Brad Elder                 | 265                        | –19                        |                                                                   |
| 2008                                  | Scott Piercy               | 262                        | –22                        |                                                                   |
| 2009                                  | Chris Tidland              | 268                        | –16                        |                                                                   |
| 2010                                  | Jhonattan Vegas            | 264                        | –20                        |                                                                   |
| 2011                                  | Mathew Goggin              | 266                        | –18                        |                                                                   |
| 2012                                  | Casey Wittenberg           | 266                        | –18                        |                                                                   |
| Air Capital Classic                   |                            |                            |                            |                                                                   |
| 2013                                  | Scott Parel                | 266                        | –18                        |                                                                   |
| 2014                                  | Sebastian Cappelen         | 262                        | –18                        |                                                                   |

| Toernooirecord |  | po = winnaar na play-off |

## Trivia
- Dit toernooi is momenteel samen met het Utah Championship, het Boise Open en het Price Cutter Charity Championship de enige overgebleven golftoernooien die anno 1990 opgericht waren voor het eerste golfseizoen van de opleidingstour van de PGA Tour.